# Ettore Dotti

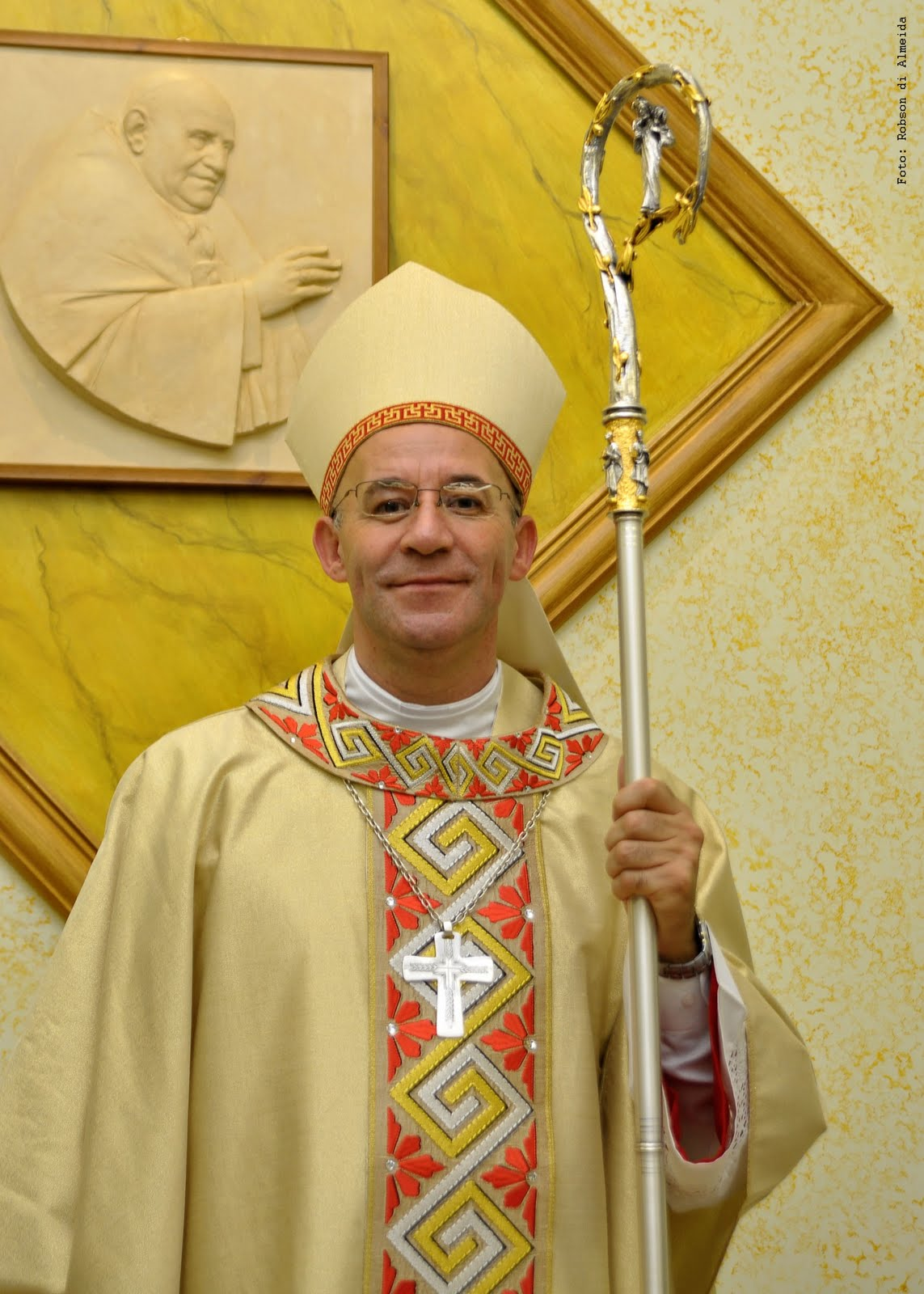
Ettore Dotti, 2011

Ettore Dotti CSF (* 1. Januar 1961 in Palosco) ist ein italienischer Ordensgeistlicher und römisch-katholischer Bischof von Naviraí in Brasilien.

## Leben
Ettore Dotti trat am 6. September 1988 der Kongregation der Heiligen Familie von Bergamo bei, legte am 19. März 1993 die Profess ab und empfing am 28. Juni 1994 die Priesterweihe.
Papst Benedikt XVI. ernannte ihn am 1. Juni 2011 zum ersten Bischof des mit gleichem Datum errichteten Bistums Naviraí. Der Bischof von Serrinha, Ottorino Assolari CSF, spendete ihm am 22. Juli desselben Jahres die Bischofsweihe; Mitkonsekratoren waren Mauro Aparecido dos Santos, Erzbischof von Cascavel, und Redovino Rizzardo CS, Bischof von Dourados. Die Amtseinführung im Bistum Naviraí fand am 31. Juli desselben Jahres statt. Als Wahlspruch wählte er Deus meus et omnia.